# جيمس باتلر (عداء سريع)
جيمس باتلر (بالإنجليزية: James Butler)‏ هو عداء سريع أمريكي، ولد في 21 يونيو 1960.

## وصلات خارجية
- جيمس باتلر على موقع الاتحاد الدولي لألعاب القوى (الإنجليزية)